# Vlag van Fukui

Vlag van Fukui (ratio 2:3)

De prefecturale vlag van Fukui bestaat uit een donkerblauw vlak met een wit gestileerd katakana-karakters フ [fu] ク [ku] イ [i] in de vorm van een cirkel. Deze staat voor harmonie en samenwerking tussen mensen. Het ontwerp waarbij een jong blad tussen twee bladeren groeit, symboliseert de wens voor de ontwikkeling van de prefectuur. De prefecturale vlag werd op 28 maart 1952 aangenomen.